# EM i svømning 2006
| EM i svømning 2006  | EM i svømning 2006 |
| ------------------- | ------------------ |
| Deltagende nationer | 40                 |
| Deltagende svømmere | 1008               |
| Antal løb           | 58                 |
| Første dag          | 26. juli 2006      |
| Sidste dag          | 6. august 2006     |

| Medaljefordeling (Efter 58 løb) | Medaljefordeling (Efter 58 løb) | Medaljefordeling (Efter 58 løb) | Medaljefordeling (Efter 58 løb) | Medaljefordeling (Efter 58 løb) | Medaljefordeling (Efter 58 løb) |
| Plads                           | Land                            | G                               | S                               | B                               | I alt                           |
| ------------------------------- | ------------------------------- | ------------------------------- | ------------------------------- | ------------------------------- | ------------------------------- |
| 1                               | Rusland                         | 16                              | 7                               | 3                               | 26                              |
| 2                               | Tyskland                        | 12                              | 10                              | 5                               | 27                              |
| 3                               | Frankrig                        | 6                               | 3                               | 9                               | 18                              |
| 4                               | Italien                         | 5                               | 6                               | 11                              | 22                              |
| 5                               | Ukraine                         | 5                               | 4                               | 5                               | 14                              |
| 6                               | Polen                           | 5                               | 2                               | 1                               | 8                               |
| 7                               | Sverige                         | 3                               | 3                               | 0                               | 6                               |
| 8                               | Holland                         | 2                               | 3                               | 3                               | 8                               |
| 9                               | Storbritannien                  | 2                               | 5                               | 6                               | 13                              |
| 10                              | Ungarn                          | 2                               | 2                               | 5                               | 9                               |
| 11                              | Finland                         | 1                               | 0                               | 1                               | 2                               |
| 12                              | Spanien                         | 0                               | 4                               | 0                               | 4                               |
| 13                              | Grækenland                      | 0                               | 2                               | 5                               | 7                               |
| 14                              | Østrig                          | 0                               | 2                               | 0                               | 2                               |
| 15                              | Kroatien                        | 0                               | 1                               | 1                               | 2                               |
| 16                              | Norge                           | 0                               | 1                               | 0                               | 1                               |
| 16                              | Slovakiet                       | 0                               | 1                               | 0                               | 1                               |
| 16                              | Hviderusland                    | 0                               | 1                               | 0                               | 1                               |
| 19                              | Tjekkiet                        | 0                               | 0                               | 2                               | 2                               |
| 20                              | Danmark                         | 0                               | 0                               | 1                               | 1                               |
| 20                              | Rumænien                        | 0                               | 0                               | 1                               | 1                               |
| 20                              | Slovenien                       | 0                               | 0                               | 1                               | 1                               |

Det 28. europamesterskab i svømning blev afholdt fra 31. juli – 6. august i Budapest, Ungarn.

## Danskernes resultater

### Dag 1, 31. juli
Indledende afsnit
- Julie Hjorth-Hansen, Birkerød/Sigma NS, svømmede 400 m medley og satte ny dansk og nordisk rekord i tiden 4.47,86. Den gamle rekord var sat af Britta Vestergaard, Holstebro, tilbage i 1994. Tiden rakte til en finaleplads.
- Endnu en dansk rekord blev sat af Jakob Andkjær, VI39/VAT89, i 50 m butterfly i tiden 23,84, og han kvalificerede sig til semifinalen.
- I 50 m butterfly for damer kvalificerede Jeanette Ottesen, KVIK Kastrup/Elitecentret, sig til semifinalen som nr. 14 (27,50), mens Micha Østergaard, West Swim Esbjerg, blev nr. 27 (27,78).
- Louise Ørnstedt, FREM/STO95, svømmede 200 rygcrawl i tiden 2.15,97 og gik videre til semifinalen.

Finaleafsnit
- Julie Hjorth-Hansen forbedrede sin nordiske rekord fra det indlendende afsnit med yderligere 35/100 sekunder og endte på en delt 7. plads.
- Jakob Andkjær satte også ny dansk rekord i 50 m butterfly, og med tiden 23,76 kvalificerede han sig til finalen med den samlet næstbedste tid.
- Jeanette Ottesen blev nr. 9 i semifinalen i 50 m butterfly (27,08) og kom derfor lige nøjagtig ikke med i finalen.
- Louise Ørnstedt svømmede en smule hurtigere i semifinalen i 200 m rygcrawl, men tiden 2.15,64 rakte ikke til en finaleplads (nr. 14).

### Dag 2, 1. august
Indledende afsnit
- Lotte Friis, Allerød/Sigma NS, svømmede 800 m fri i tiden 8.47,96, en tid der rakte til en 9. plads. Men da der var tre briter blandt de 8 første og kun to fra hver nation kan gå videre til finalen, kom Lotte Friis alligevel i finalen i disciplinen.
- I 200 m fri svømning for herrer deltog Jon Rud, West Swim Esbjerg. Tiden 1.51,67 rakte til en 31. plads.
- 100 m fri svømning for damer havde deltagelse af tre danske svømmere. Jeanette Ottesen blev nr. 25 i tiden 56,83, Micha Østergaard blev nr. 33 i tiden 57,29, og Charlotte Johannsen, AGF, sluttede som nummer 54 i tiden 59,10.
- Rikke Møller Pedersen, Frem/STO95, og Louise Jansen, Allerød/Sigma NS, svømmede begge 100 m brystsvømning. De blev henholdsvis nr. 32 og 29, i tiderne 1.13,29 og 1.12,75.

Finaleafsnit
- Jakob Andkjær svømmede finale i 50 m butterfly i tiden 23,77, som er 1/100 af et sekund langsommere end i semifinalen. Han endte på en delt tredjeplads og fik Danmarks eneste medalje ved mesterskabet.

### Dag 3, 2. august
Indledende afsnit
- To danske svømmere deltog i 200 m medley. Louise Jansen blev nr. 25 i tiden 2.21,30, og Julie Hjorth-Hansen blev nr. 8 i tiden 2.16,87. Julie Hjorth-Hansen kvalificerede sig dermed til semifinalen.
- Louise Ørnstedt svømmede 100 m rygcrawl i tiden 1.02,17 og kvalificerede sig til semifinalen med den næstbedste tid.
- Den sidste danske svømmer i vandet denne formiddag var Kathrine Jørgensen, West Swim Esbjerg, som blev nr. 19 i 100 m rygcrawl i tiden 1.19,84.

Finaleafsnit
- Lotte Friis svømmede finale i 800 m fri. Hun opnåede tiden 8.40,61, som rakte til en 8. plads.
- Julie Hjorth-Hansen svømmede semifinale i 200 m medley. Hun endte på 8. pladsen i tiden 2.15.97 og kvalificerede sig dermed til finalen.
- I semifinalen i 100 m rygcrawl blev Louise Ørnstedt noteret for tiden 1.01.79. Tiden rakte til en 5. plads og dermed kvalifikation til finalen.

### Dag 4, 3. august
Indledende afsnit
- Jakob Andkjær satte med tiden 50,09 ny dansk rekord i 100 m fri svømning. Tiden rakte til en 18. plads, men da hver nation kun kunne have to svømmere i semifinalen, skulle Jakob Andkjær alligevel svømme semifinale.
- I 100 m butterfly svømmede Jeanette Ottesen 1.00,93 og endte på 20. pladsen. Micha Østergaard blev nr. 23 i samme løb i tiden 1.01,22.
- Louise Jansen svømmede 200 m brystsvømning i tiden 2.37,29, og blev nr. 25.
- Jon Rud endte på en 62. plads i 100 fri svømning. Han svømmede i tiden 53,49.
- I 4 x 200 fri svømning endte det danske damehold på en skuffende 13. plads i tiden 8.16,74. Tiderne for de fire svømmere var:
  1. Julie Hjorth-Hansen: 2.02,16
  2. Micha Østergaard: 2.05,37
  3. Lotte Friis: 2.04,61
  4. Charlotte Johannsen: 2.04,60

Finaleafsnit
- I 100 m rygcrawl endte Louise Ørnstedt på en ærgerlig 5. plads. Hendes tid, 1.01,60, var kun 5/100 sekund fra 3. pladsen.
- Julie Hjorth-Hansen svømmede finale i 200 medley. Hun endte på en 7. plads i tiden 2.17,39.
- Jakob Andkjær svømmede med tiden 53,23 i 100 m fri svømning lidt langsommere end i indledende heat. Han sluttede som nr. 15.

### Dag 5, 4. august
Indledende afsnit
- Jakob Andkjær satte i 100 m butterfly sin 4. danske rekord ved dette EM. Tiden, 53,85 rakte til en 16. plads og dermed kvalifikation til semifinalen.
- I 50 m rygcrawl kvalificerede to danske svømmere sig til semifinalen. Louise Ørnstedt blev nr. 7 i tiden 29,41, og Kathrine Jørgensen blev nr. 14 i tiden 29,64. Rikke Møller Pedersen blev nr. 36 i samme løb. Hendes tid lød på 31.47.
- Fire svømmere var med i 200 m fri svømning. Julie Hjorth-Hansen svømmede i tiden 2.03,82, Charlotte Johansen svømmede i tiden 2.04,31, Lotte Friis blev noteret for 2.05,38 og endelig svømmede Louise Jansen i tiden 2.08,44. De fire piger blev placeret som henholdsvis nr. 28, 32, 37 og 43.

Finaleafsnit
- Louise Ørnstedt og Kathrine Jørgensen svømmede begge semifinale i 50 m rygcrawl. Louise Ørnstedt svømmede i 5. bedste tid, 29,14, og gik således videre til finalen. Kathrine Jørgensen svømmede i tiden 29,60 og blev samlet nr. 15.
- Jakob Andkjær var med i semifinalen i 100 m butterfly. En dårlig start kostede mange tiendedele sekunder, og han endte på en samlet 16. plads i tiden 54,08.

### Dag 6, 5. august
Indledende afsnit
- Rikke Møller Pedersen svømmede 50 m brystsvømning i tiden 32,26, en tid der desværre kun rakte til en 17. plads, 8/100 sekund fra en semifinaleplads. I det samme løb svømmede Louise Jansen i tiden 33,94 og sluttede som nr. 29.
- Jeanette Ottesen var med i 50 m fri svømning, hvor hun blev nr. (?) i tiden 26,05, kun 11/100 sekund ned til en semifinaleplads. Micha Østergaard svømmede også 50 m fri svømning. Hun sluttede som nr. 30 i tiden 26,77.
- Jakob Andkjær svømmede 50 m fri svømning i tiden 23,11. Tiden rakte til en 27. plads.

Finaleafsnit
- Louise Ørnstedt var eneste danske finaledeltager denne dag. Det var i 50 m rygcrawl, hvor hun blev nr. 5 i tiden 28,98, kun 25/100 sekunder fra bronzemedaljen.

### Dag 7, 6. august
Indledende afsnit
- I 400 m fri svømning var der to danske deltagere. Charlotte Johannsen blev nr. 21 i tiden 4.21,25, og Lotte Friis endte på 19. pladsen i tiden 4.20,72.
- Med tiden 4.11,05 sluttede det danske hold på en samlet 7. plads i 4x100 m medley. Tiderne for de fire svømmere var:
  1. Louise Ørnstedt, Frem/STO95, rygcrawl: 1.01,97.
  2. Julie Hjorth-Hansen, Birkerød/Sigma, brystsvømning: 1.12,15.
  3. Jeanette Ottesen, KVIK Kastrup/Elitecentret, butterfly: 1.00,28.
  4. Micha Østergaard, West Swim Esbjerg, crawl: 56,65.

Finaleafsnit
- I finalen i 4x100 m medley endte det danske hold på en 8. plads i tiden 4.10,31. Tiderne for de fire svømmere var:
  1. Louise Ørnstedt, Frem/STO95, rygcrawl: 1.02,04.
  2. Julie Hjorth-Hansen, Birkerød/Sigma, brystsvømning: 1.11,59.
  3. Jeanette Ottesen, KVIK Kastrup/Elitecentret, butterfly: 59,70.
  4. Micha Østergaard, West Swim Esbjerg, crawl: 56,98.

## Medaljer, resultat

### Herrer
| Disciplin            | Guld                                                                                          | Guld                                                                                          | Sølv                                                                                          | Sølv                                                                                          | Bronze                                                                                        | Bronze                                                                                        |
| 50 m Fri svømning    | Bartosz Kizierowski                                                                           | Polen                                                                                         | Olexandr Volynets                                                                             | Ukraine                                                                                       | Duje Draganja                                                                                 | Kroatien                                                                                      |
| 50 m Fri svømning    | 21.88 CR                                                                                      | 21.88 CR                                                                                      | 21.97                                                                                         | 21.97                                                                                         | 22.14                                                                                         | 22.14                                                                                         |
| 100 m Fri svømning   | Filippo Magnini                                                                               | Italien                                                                                       | Stefan Nystrand                                                                               | Sverige                                                                                       | Pieter van den Hoogenband                                                                     | Holland                                                                                       |
| 100 m Fri svømning   | 48.79                                                                                         | 48.79                                                                                         | 48.91                                                                                         | 48.91                                                                                         | 48.94                                                                                         | 48.94                                                                                         |
| 200 m Fri svømning   | Pieter van den Hoogenband                                                                     | Holland                                                                                       | Massimiliano Rosolino                                                                         | Italien                                                                                       | Filippo Magnini                                                                               | Italien                                                                                       |
| 200 m Fri svømning   | 1.45.65                                                                                       | 1.45.65                                                                                       | 1.47.02                                                                                       | 1.47.02                                                                                       | 1.47.57                                                                                       | 1.47.57                                                                                       |
| 400 m Fri svømning   | Yury Prilukov                                                                                 | Rusland                                                                                       | Massimiliano Rosolino                                                                         | Italien                                                                                       | Nicolas Rostoucher                                                                            | Frankrig                                                                                      |
| 400 m Fri svømning   | 3.45.73 CR                                                                                    | 3.45.73 CR                                                                                    | 3.46.87                                                                                       | 3.46.87                                                                                       | 3.47.04                                                                                       | 3.47.04                                                                                       |
| 1500 m Fri svømning  | Yury Prilukov                                                                                 | Rusland                                                                                       | Sebastien Rouault                                                                             | Frankrig                                                                                      | Nicolaus Rostoucher                                                                           | Frankrig                                                                                      |
| 1500 m Fri svømning  | 14.51.93 CR                                                                                   | 14.51.93 CR                                                                                   | 14.55.73                                                                                      | 14.55.73                                                                                      | 15.01.82                                                                                      | 15.01.82                                                                                      |
| 50 m Butterfly       | Sergiy Breus                                                                                  | Ukraine                                                                                       | Duje Draganja                                                                                 | Kroatien                                                                                      | Jakob Andkjær                                                                                 | Danmark                                                                                       |
| 50 m Butterfly       | 23.41 CR                                                                                      | 23.41 CR                                                                                      | 23.62                                                                                         | 23.62                                                                                         | 23.77                                                                                         | 23.77                                                                                         |
|                      |                                                                                               |                                                                                               |                                                                                               |                                                                                               | Andriy Serdinov                                                                               | Ukraine                                                                                       |
|                      |                                                                                               |                                                                                               |                                                                                               | 23.77                                                                                         |                                                                                               |                                                                                               |
| 100 m Butterfly      | Andriy Serdinov                                                                               | Ukraine                                                                                       | Amaury Leveaux                                                                                | Frankrig                                                                                      | Nikolay Skvortsov                                                                             | Rusland                                                                                       |
| 100 m Butterfly      | 51.95                                                                                         | 51.95                                                                                         | 52.76                                                                                         | 52.76                                                                                         | 52.96                                                                                         | 52.96                                                                                         |
| 200 m Butterfly      | Pawel Korzeniowski                                                                            | Polen                                                                                         | Ionnis Drymonakos                                                                             | Grækenland                                                                                    | Nikolay Skvortsov                                                                             | Rusland                                                                                       |
| 200 m Butterfly      | 1.55.04 CR                                                                                    | 1.55.04 CR                                                                                    | 1.57.03                                                                                       | 1.57.03                                                                                       | 1.57.12                                                                                       | 1.57.12                                                                                       |
| 50 m Rygcrawl        | Helge Meeuw                                                                                   | Tyskland                                                                                      | Aristeidis Grigoriadis                                                                        | Grækenland                                                                                    | Matthew Clay                                                                                  | Storbritannien                                                                                |
| 50 m Rygcrawl        | 25.06                                                                                         | 25.06                                                                                         | 25.14                                                                                         | 25.14                                                                                         | 25.15                                                                                         | 25.15                                                                                         |
| 100 m Rygcrawl       | Arkady Vyatchanin                                                                             | Rusland                                                                                       | Markus Rogan                                                                                  | Østrig                                                                                        | Aristeidis Grigoriadis                                                                        | Grækenland                                                                                    |
| 100 m Rygcrawl       | 53.50 CR                                                                                      | 53.50 CR                                                                                      | 54.07                                                                                         | 54.07                                                                                         | 54.34                                                                                         | 54.34                                                                                         |
| 200 m Rygcrawl       | Arkady Vyatchanin                                                                             | Rusland                                                                                       | Laszlo Cseh                                                                                   | Ungarn                                                                                        | Rasvan Florea                                                                                 | Rumænien                                                                                      |
| 200 m Rygcrawl       | 1.55.44 ER                                                                                    | 1.55.44 ER                                                                                    | 1.56.69                                                                                       | 1.56.69                                                                                       | 1.57.83                                                                                       | 1.57.83                                                                                       |
| 50 m Brystsvømning   | Oleg Lisogor                                                                                  | Ukraine                                                                                       |                                                                                               |                                                                                               | Matjaz Markic                                                                                 | Slovenien                                                                                     |
| 50 m Brystsvømning   | 27.48                                                                                         | 27.48                                                                                         |                                                                                               |                                                                                               | 27.87                                                                                         | 27.87                                                                                         |
| 50 m Brystsvømning   | Alessandro Terrin                                                                             | Italien                                                                                       |                                                                                               |                                                                                               |                                                                                               |                                                                                               |
| 50 m Brystsvømning   | 27.48                                                                                         |                                                                                               |                                                                                               |                                                                                               |                                                                                               |                                                                                               |
| 100 m Brystsvømning  | Roman Sludnov                                                                                 | Rusland                                                                                       | Alexander Dale Oen                                                                            | Norge                                                                                         | Oleg Lisogor                                                                                  | Ukraine                                                                                       |
| 100 m Brystsvømning  | 1.00.61                                                                                       | 1.00.61                                                                                       | 1.00.63 NR                                                                                    | 1.00.63 NR                                                                                    | 1.00.64                                                                                       | 1.00.64                                                                                       |
| 200 m Brystsvømning  | Slawomir Kuczko                                                                               | Polen                                                                                         | Paolo Bossini                                                                                 | Italien                                                                                       | Kristopher Gilchrist                                                                          | Storbritannien                                                                                |
| 200 m Brystsvømning  | 2.12.12                                                                                       | 2.12.12                                                                                       | 2.12.35                                                                                       | 2.12.35                                                                                       | 2.13.21                                                                                       | 2.13.21                                                                                       |
| 200 m Medley         | Laszlo Cseh                                                                                   | Ungarn                                                                                        | Alessio Boggiatto                                                                             | Italien                                                                                       | Tamas Kerekjarto                                                                              | Ungarn                                                                                        |
| 200 m Medley         | 1.58.17 CR                                                                                    | 1.58.17 CR                                                                                    | 2.00.14                                                                                       | 2.00.14                                                                                       | 2.00.17                                                                                       | 2.00.17                                                                                       |
| 400 m Medley         | Laszlo Cseh                                                                                   | Ungarn                                                                                        | Luca Marin                                                                                    | Italien                                                                                       | Alessio Bogiatto                                                                              | Italien                                                                                       |
| 400 m Medley         | 4.09.86 CR                                                                                    | 4.09.86 CR                                                                                    | 4.14.15                                                                                       | 4.14.15                                                                                       | 4.16.34                                                                                       | 4.16.34                                                                                       |
| 4x100 m Fri svømning |                                                                                               | Italien                                                                                       |                                                                                               | Rusland                                                                                       |                                                                                               | Frankrig                                                                                      |
| 4x100 m Fri svømning | 3.15.23 CR                                                                                    | 3.15.23 CR                                                                                    | 3.16.47                                                                                       | 3.16.47                                                                                       | 3.16.53                                                                                       | 3.16.53                                                                                       |
| 4x200 m Fri svømning |                                                                                               | Italien                                                                                       |                                                                                               | Storbritannien                                                                                |                                                                                               | Grækenland                                                                                    |
| 4x200 m Fri svømning | 7.09.60 ER                                                                                    | 7.09.60 ER                                                                                    | 7.11.63                                                                                       | 7.11.63                                                                                       | 7.16.67                                                                                       | 7.16.67                                                                                       |
| 4x100 m Medley       |                                                                                               | Italien                                                                                       |                                                                                               | Storbritannien                                                                                |                                                                                               | Grækenland                                                                                    |
| 4x100 m Medley       | 7.09.60 ER                                                                                    | 7.09.60 ER                                                                                    | 7.11.63                                                                                       | 7.11.63                                                                                       | 7.16.67                                                                                       | 7.16.67                                                                                       |
| Forkortelser         | WR = Verdensrekord \| CR = Mesterskabsrekord \| NR = National rekord \| PB = Personlig rekord | WR = Verdensrekord \| CR = Mesterskabsrekord \| NR = National rekord \| PB = Personlig rekord | WR = Verdensrekord \| CR = Mesterskabsrekord \| NR = National rekord \| PB = Personlig rekord | WR = Verdensrekord \| CR = Mesterskabsrekord \| NR = National rekord \| PB = Personlig rekord | WR = Verdensrekord \| CR = Mesterskabsrekord \| NR = National rekord \| PB = Personlig rekord | WR = Verdensrekord \| CR = Mesterskabsrekord \| NR = National rekord \| PB = Personlig rekord |

### Damer
| Disciplin            | Guld                                                                                          | Guld                                                                                          | Sølv                                                                                          | Sølv                                                                                          | Bronze                                                                                        | Bronze                                                                                        |
| 50 m Fri svømning    | Britta Steffen                                                                                | Tyskland                                                                                      | Therese Alshammar                                                                             | Sverige                                                                                       | Marleen Veldhuis                                                                              | Holland                                                                                       |
| 50 m Fri svømning    | 24.72                                                                                         | 24.72                                                                                         | 24.87                                                                                         | 24.87                                                                                         | 24.89                                                                                         | 24.89                                                                                         |
| 100 m Fri svømning   | Britta Steffen                                                                                | Tyskland                                                                                      | Marleen Veldhuis                                                                              | Holland                                                                                       | Neny-Madey Niangkouara                                                                        | Grækenland                                                                                    |
| 100 m Fri svømning   | 53.30 WR                                                                                      | 53.30 WR                                                                                      | 54.32                                                                                         | 54.32                                                                                         | 54.48                                                                                         | 54.48                                                                                         |
| 200 m Fri svømning   | Otylia Jedrzejczak                                                                            | Polen                                                                                         | Annika Liebs                                                                                  | Tyskland                                                                                      | Laure Manaudou                                                                                | Frankrig                                                                                      |
| 200 m Fri svømning   | 1.57.25                                                                                       | 1.57.25                                                                                       | 1.57.48                                                                                       | 1.57.48                                                                                       | 1.58.38                                                                                       | 1.58.38                                                                                       |
| 400 m Fri svømning   | Laure Manaudou                                                                                | Frankrig                                                                                      | Joanne Jackson                                                                                | Storbritannien                                                                                | Caitlin McClatchey                                                                            | Storbritannien                                                                                |
| 400 m Fri svømning   | 4.02.13 WR                                                                                    | 4.02.13 WR                                                                                    | 4.07.76                                                                                       | 4.07.76                                                                                       | 4.08.13                                                                                       | 4.08.13                                                                                       |
| 800 m Fri svømning   | Laure Manaudou                                                                                | Frankrig                                                                                      | Rebecca Addlington                                                                            | Storbritannien                                                                                | Rebecca Cooke                                                                                 | Storbritannien                                                                                |
| 800 m Fri svømning   | 8.19.29 ER                                                                                    | 8.19.29 ER                                                                                    | 8.27.88                                                                                       | 8.27.88                                                                                       | 8.28.40                                                                                       | 8.28.40                                                                                       |
| 50 m Butterfly       | Therese Alshammar                                                                             | Sverige                                                                                       | Anna-Karin Kammerling                                                                         | Sverige                                                                                       | Chantal Groot                                                                                 | Holland                                                                                       |
| 50 m Butterfly       | 26.06                                                                                         | 26.06                                                                                         | 26.23                                                                                         | 26.23                                                                                         | 26.49                                                                                         | 26.49                                                                                         |
| 100 m Butterfly      | Inge Dekker                                                                                   | Holland                                                                                       | Martina Moravcova                                                                             | Tjekkiet                                                                                      | Alena Popchanka                                                                               | Frankrig                                                                                      |
| 100 m Butterfly      | 58.35                                                                                         | 58.35                                                                                         | 58.98                                                                                         | 58.98                                                                                         | 59.06                                                                                         | 59.06                                                                                         |
| 200 m Butterfly      | Otylia Jedrzejczak                                                                            | Polen                                                                                         | Francesca Segat                                                                               | Italien                                                                                       | Caterina Giacchetti                                                                           | Italien                                                                                       |
| 200 m Butterfly      | 2.07.09                                                                                       | 2.07.09                                                                                       | 2.08.96                                                                                       | 2.08.96                                                                                       | 2.09.01                                                                                       | 2.09.01                                                                                       |
| 50 m Rygcrawl        | Janine Pietsch                                                                                | Tyskland                                                                                      | Aleksandra Herasimenia                                                                        | Bulgarien                                                                                     | Antje Buschschulte                                                                            | Tyskland                                                                                      |
| 50 m Rygcrawl        | 28.36 CR                                                                                      | 28.36 CR                                                                                      | 28.72                                                                                         | 28.72                                                                                         | 28.73                                                                                         | 28.73                                                                                         |
| 100 m Rygcrawl       | Laure Manaudou                                                                                | Frankrig                                                                                      | Antje Buschschulte                                                                            | Tyskland                                                                                      | Janine Pietsch                                                                                | Tyskland                                                                                      |
| 100 m Rygcrawl       | 1.00.88                                                                                       | 1.00.88                                                                                       | 1.01.40                                                                                       | 1.01.40                                                                                       | 1.01.55                                                                                       | 1.01.55                                                                                       |
| 200 m Rygcrawl       | Esther Baron                                                                                  | Frankrig                                                                                      | Iryna Amshennikova                                                                            | Ukraine                                                                                       | Melanie Marshall                                                                              | Storbritannien                                                                                |
| 200 m Rygcrawl       | 2.10.07                                                                                       | 2.10.07                                                                                       | 2.12.13                                                                                       | 2.12.13                                                                                       | 2.12.17                                                                                       | 2.12.17                                                                                       |
| 50 m Brystsvømning   | Elena Bogomazova                                                                              | Rusland                                                                                       | Kate Haywood                                                                                  | Storbritannien                                                                                | Agnes Kovacs                                                                                  | Ungarn                                                                                        |
| 50 m Brystsvømning   | 31.69                                                                                         | 31.69                                                                                         | 31.71                                                                                         | 31.71                                                                                         | 31.95                                                                                         | 31.95                                                                                         |
| 100 m Brystsvømning  | Ganna Khlystunova                                                                             | Ukraine                                                                                       | Kirsty Balfour                                                                                | Storbritannien                                                                                | Agnes Kovacs                                                                                  | Ungarn                                                                                        |
| 100 m Brystsvømning  | 1.07.55 CR                                                                                    | 1.07.55 CR                                                                                    | 1.07.95                                                                                       | 1.07.95                                                                                       | 1.08.60                                                                                       | 1.08.60                                                                                       |
| 200 m Brystsvømning  | Kirsty Balfour                                                                                | Storbritannien                                                                                | Yulia Pidlisina                                                                               | Ukraine                                                                                       | Agnes Kovacs                                                                                  | Ungarn                                                                                        |
| 200 m Brystsvømning  | 2.25.66                                                                                       | 2.25.66                                                                                       | 2.28.42                                                                                       | 2.28.42                                                                                       | 2.28.90                                                                                       | 2.28.90                                                                                       |
| 200 m Medley         | Laure Manaudou                                                                                | Frankrig                                                                                      | Katarzyna Baranowska                                                                          | Polen                                                                                         | Alessia Filippi                                                                               | Italien                                                                                       |
| 200 m Medley         | 2.12.69                                                                                       | 2.12.69                                                                                       | 2.13.36                                                                                       | 2.13.36                                                                                       | 2.13.75                                                                                       | 2.13.75                                                                                       |
| 400 m Medley         | Alessia Filippi                                                                               | Italien                                                                                       | Nicole Hetzer                                                                                 | Tyskland                                                                                      | Katarzyna Baranowska                                                                          | Polen                                                                                         |
| 400 m Medley         | 4.35.80 NR                                                                                    | 4.35.80 NR                                                                                    | 4.37.97                                                                                       | 4.37.97                                                                                       | 4.40.02                                                                                       | 4.40.02                                                                                       |
| 4x100 m Fri svømning |                                                                                               | Tyskland                                                                                      |                                                                                               | Holland                                                                                       |                                                                                               | Frankrig                                                                                      |
| 4x100 m Fri svømning | 3.35.22 WR                                                                                    | 3.35.22 WR                                                                                    | 3.37.04                                                                                       | 3.37.04                                                                                       | 3.38.83                                                                                       | 3.38.83                                                                                       |
| 4x200 m Fri svømning |                                                                                               | Tyskland                                                                                      |                                                                                               | Polen                                                                                         |                                                                                               | Frankrig                                                                                      |
| 4x200 m Fri svømning | 7.50.82 WR                                                                                    | 7.50.82 WR                                                                                    | 7.56.32                                                                                       | 7.56.32                                                                                       | 7.56.44                                                                                       | 7.56.44                                                                                       |
| 4x100 m Medley       |                                                                                               | Storbritannien                                                                                |                                                                                               | Tyskland                                                                                      |                                                                                               | Frankrig                                                                                      |
| 4x100 m Medley       | 4.02.24                                                                                       | 4.02.24                                                                                       | 4.02.35                                                                                       | 4.02.35                                                                                       | 4.03.64                                                                                       | 4.03.64                                                                                       |
| Forkortelser         | WR = verdensrekord \| CR = Mesterskabsrekord \| NR = National rekord \| PB = Personlig rekord | WR = verdensrekord \| CR = Mesterskabsrekord \| NR = National rekord \| PB = Personlig rekord | WR = verdensrekord \| CR = Mesterskabsrekord \| NR = National rekord \| PB = Personlig rekord | WR = verdensrekord \| CR = Mesterskabsrekord \| NR = National rekord \| PB = Personlig rekord | WR = verdensrekord \| CR = Mesterskabsrekord \| NR = National rekord \| PB = Personlig rekord | WR = verdensrekord \| CR = Mesterskabsrekord \| NR = National rekord \| PB = Personlig rekord |